# Opel Kadett
Opel Kadett («Опель Кадет») — це автомобілі компактного класу компанії Opel. Вони виготовлялися з 1936 по 1940 і з 1962 по 1991 роки.

## Opel Kadett (1936—1940)

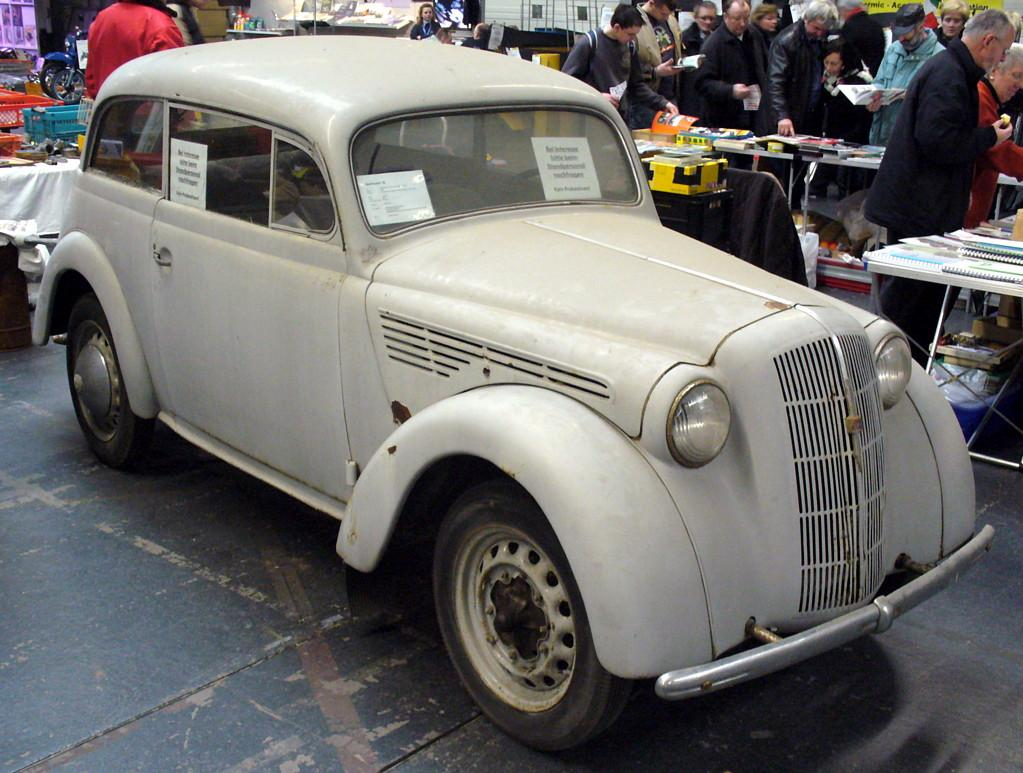
Opel Kadett

Дебют Opel Kadett відбувся в далекому 1936 році. Зовні автомобіль нагадував зменшену копію відомої у той час Opel Olympia, але з доробками й змінами в конструкції несучого кузова. Kadett пропонувався в трьох варіантах — 2- і 4-дверний седан і кабріолет. Автомобіль був задньоприводний з несучим кузовом і оснащувався двигуном об'ємом 1,3 л, потужністю 23 к.с. і міг розігнатися до 98 км/год.
Мав таку ж підвіску, задній міст і рульове управління як Olympia. Екстер'єр відрізнявся фарами, об'єднаними на американський манер з капотом і облицюванням радіатора.
Комплектація першого покоління Kadett була дуже простою, за додаткову плату пропонувалися навіть бампери і склоочисник з пасажирського боку.
У період з 1936 по 1939 рік у Німеччині було випущено 107 тисяч автомобілів Kadett.

## Opel Kadett A (1962—1965)

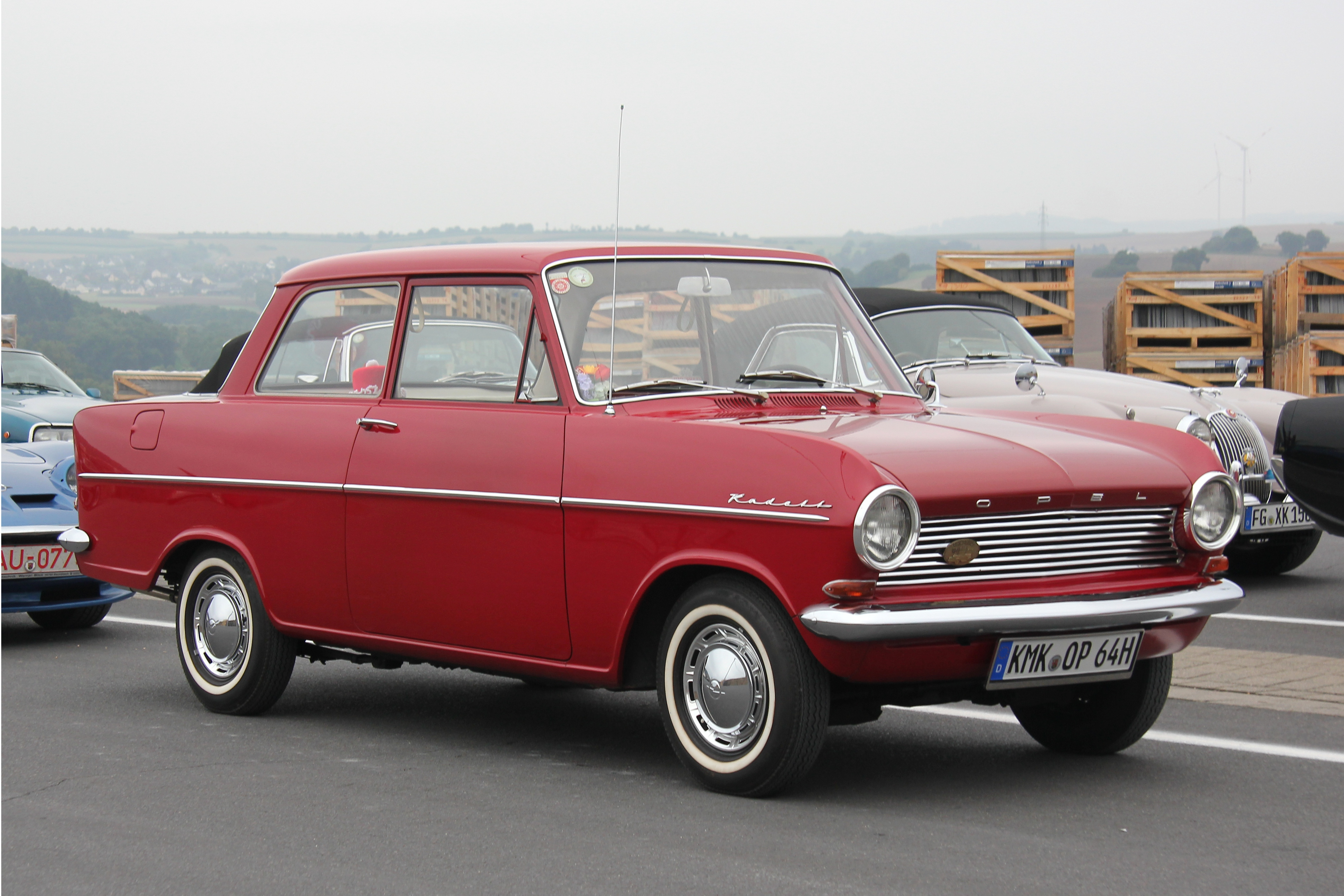
Opel Kadett A

Після війни заводи Opel були повністю знищені. Частина устаткування заводів по репарації перейшла до Радянського Союзу. Довоєнна модель Kadett стала випускатися в СРСР під маркою «Москвич». Відбудований заново після війни автозавод у Бохумі (Bochum) в 1962 році починає випускати нові Opel Kadett з індексом А.
Для нової моделі пропонувалося три типи кузовів — седан, купе і універсал. Автомобіль оснащувався одним з 4-циліндрових двигунів об'ємом 1 літр і потужністю 40 і 48 к.с., розганявся до 120 і 130 км/год відповідно. Пропонувалося на ті часи тільки два варіанти комплектації, які відрізнялися в основному двигунами: 1.0 і 1.0S, агрегатовані з ручною, 4-ступеневою коробкою передач.
Процес розвитку автомобільної індустрії в 60-х року вже склався, і по заведеним правилам моделі залишалися на конвеєрі не більше 5 років, а потім або піддавалися рестайлінгу, або замінялися новою моделлю.
Всього виготовлено 649 512 автомобілів Kadett A.

## Opel Kadett B (1965—1973)

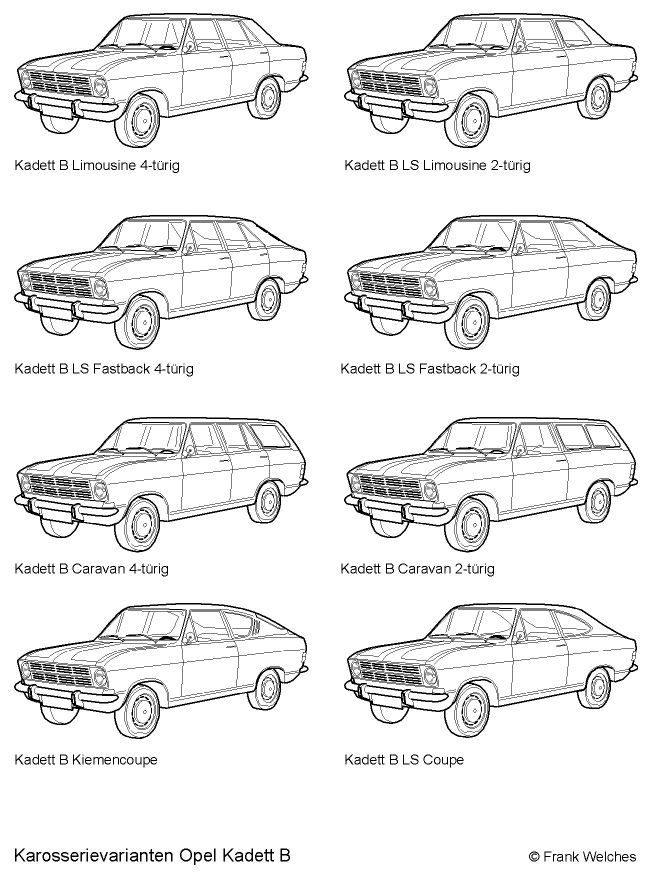
Варіанти кузова Opel Kadett B

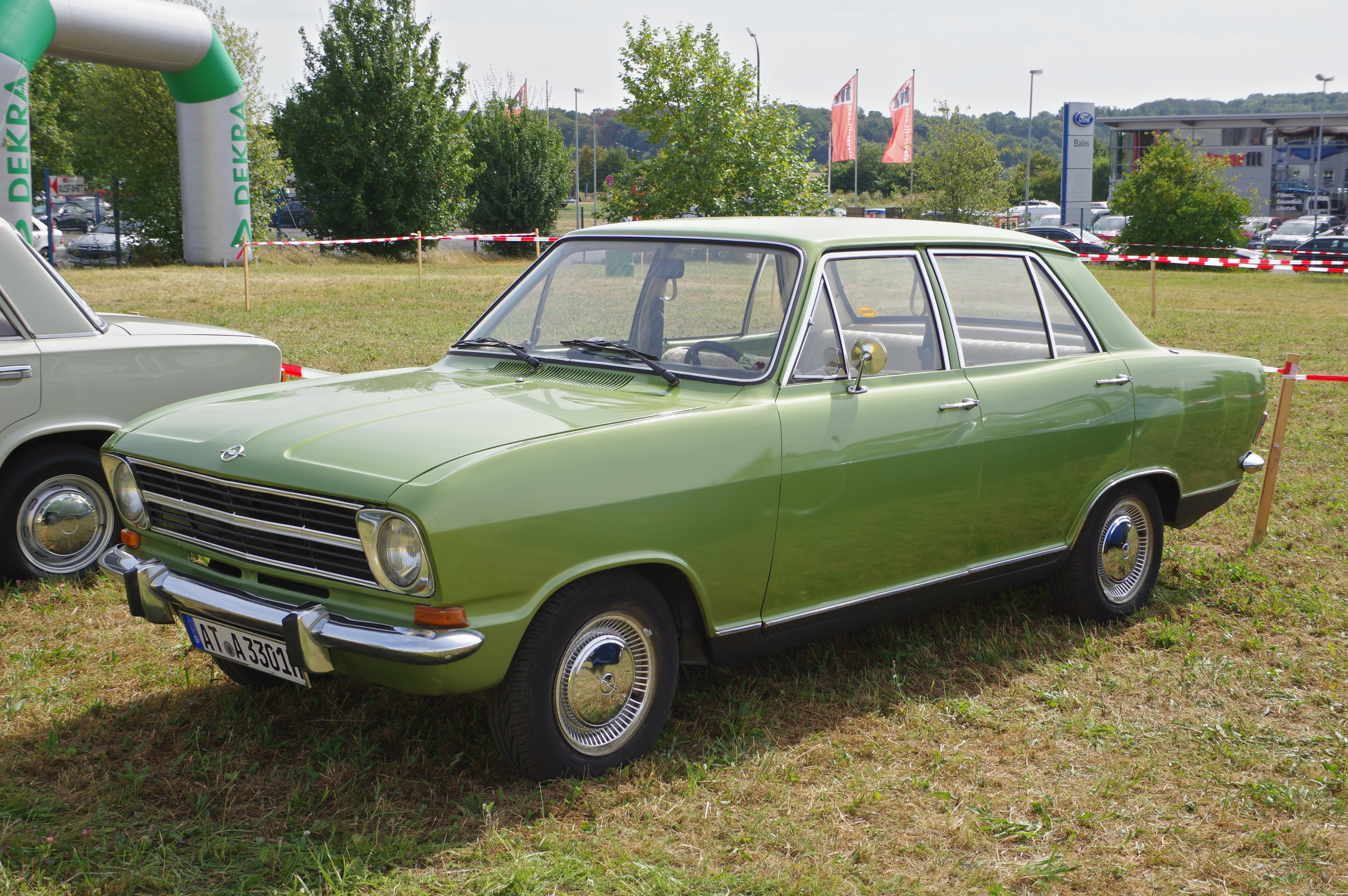
Opel Kadett B

Тому в 1965 році з'являється Kadett В. Автомобіль пропонувався з 2 — і 4-дверними кузовами седан, ліфтбек, купе і універсал. Помітно додав у габаритах і мав у своєму розпорядженні двигуни потужністю від 40 до 90 к.с. Незважаючи на непоказний зовнішній вигляд, мав великий попит.
Всього виготовлено 2,6 млн екземплярів Kadett В.

### Двигуни
- 1972–73: 993 см3 OHV I4 (export)
- 1965–73: 1078 см3 OHV I4
- 1971–73: 1196 см3 OHV I4
- 1967–70: 1492 см3 CIH I4 (export)
- 1967–70: 1698 см3 CIH I4
- 1967–73: 1897 см3 CIH I4

## Opel Kadett C (1973—1979)

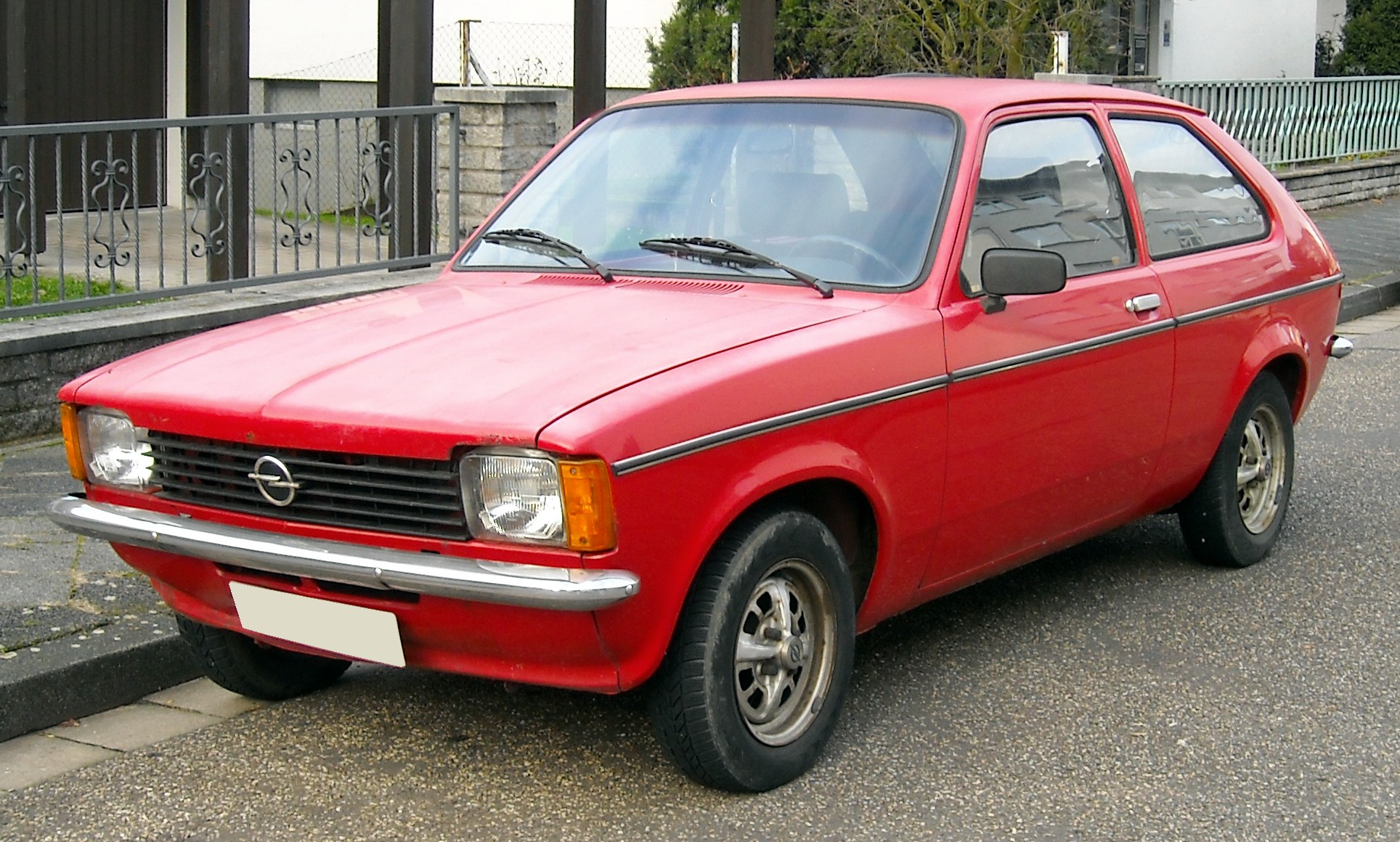
Opel Kadett C (1977—1979)

У 1973 році дебютує Kadett С, представлений кузовами хетчек, купе, 2-х і 4-х дверні седани та універсал. За час виробництва зазнав певні зміни. Машина залишалася задньоприводною, але вперше отримала пружинну передню підвіску на поперечних важелях. Автомобіль створено на платформі GM — T-Platform.
В 1975 році з'явилася версія GT/E з 1,9-літровим (105 к.с.) двигуном сімейства CIH (Cam-In-Head) і п'ятиступінчастою механічною коробкою передач.
В 1977 році Kadett С модернізували, змінивши фари, решітку радіатора та оснащення. Тоді ж з'явилась версія 2.0 Kadett GT/E потужністю 110 к.с.
Всього виготовлено 1,7 млн екземплярів Kadett С.

### Двигуни
- 1973–79: 1196 см3 12N/S
- 1974–79: 993 см3 10N/S OHV I4
- 1977–79: 1584 см3 16S CIH I4
- 1975–77: 1897 см3 19E CIH I4
- 1977–79: 1979 см3 20E/EH CIH I4

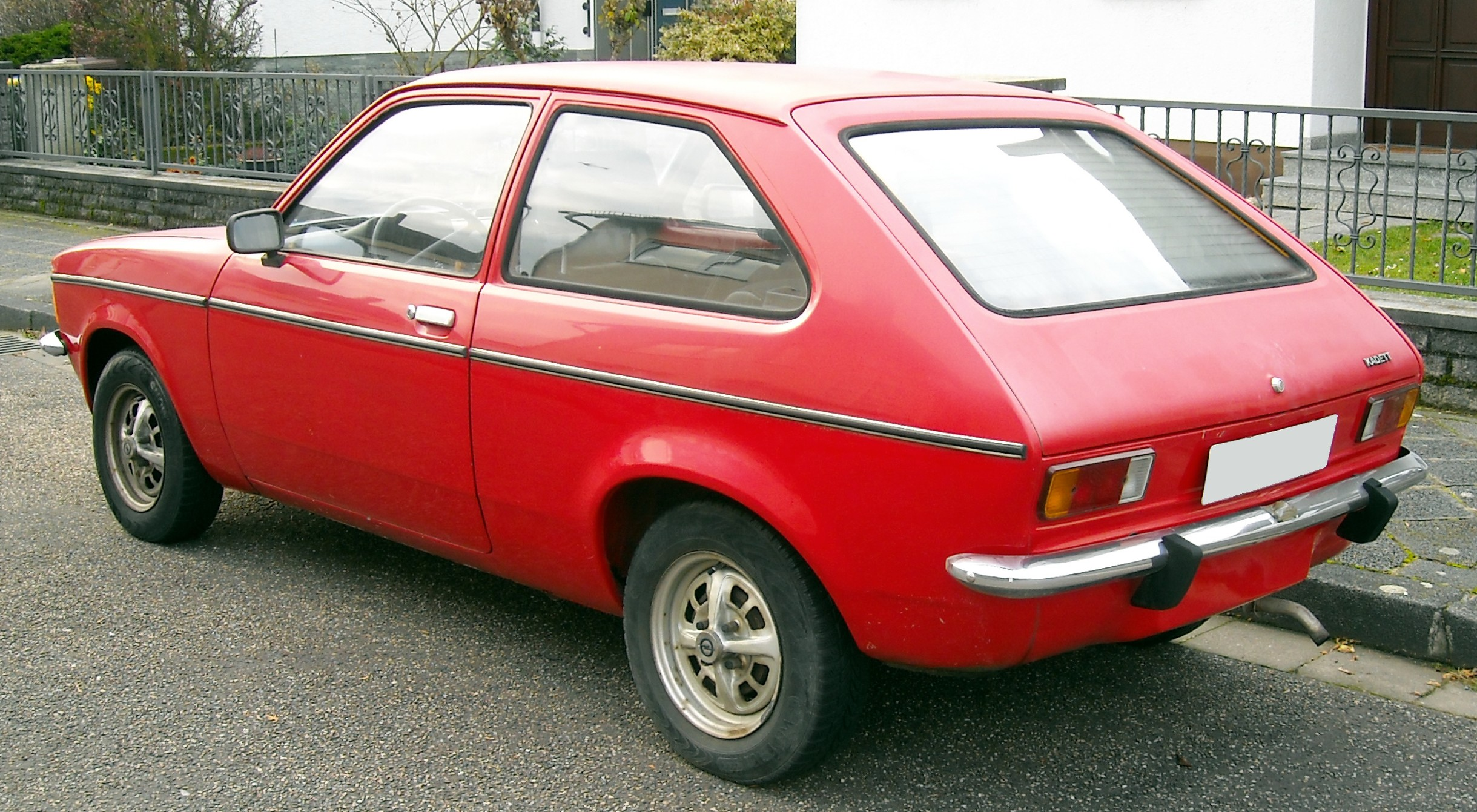
Opel Kadett C 3дв. хетчбек
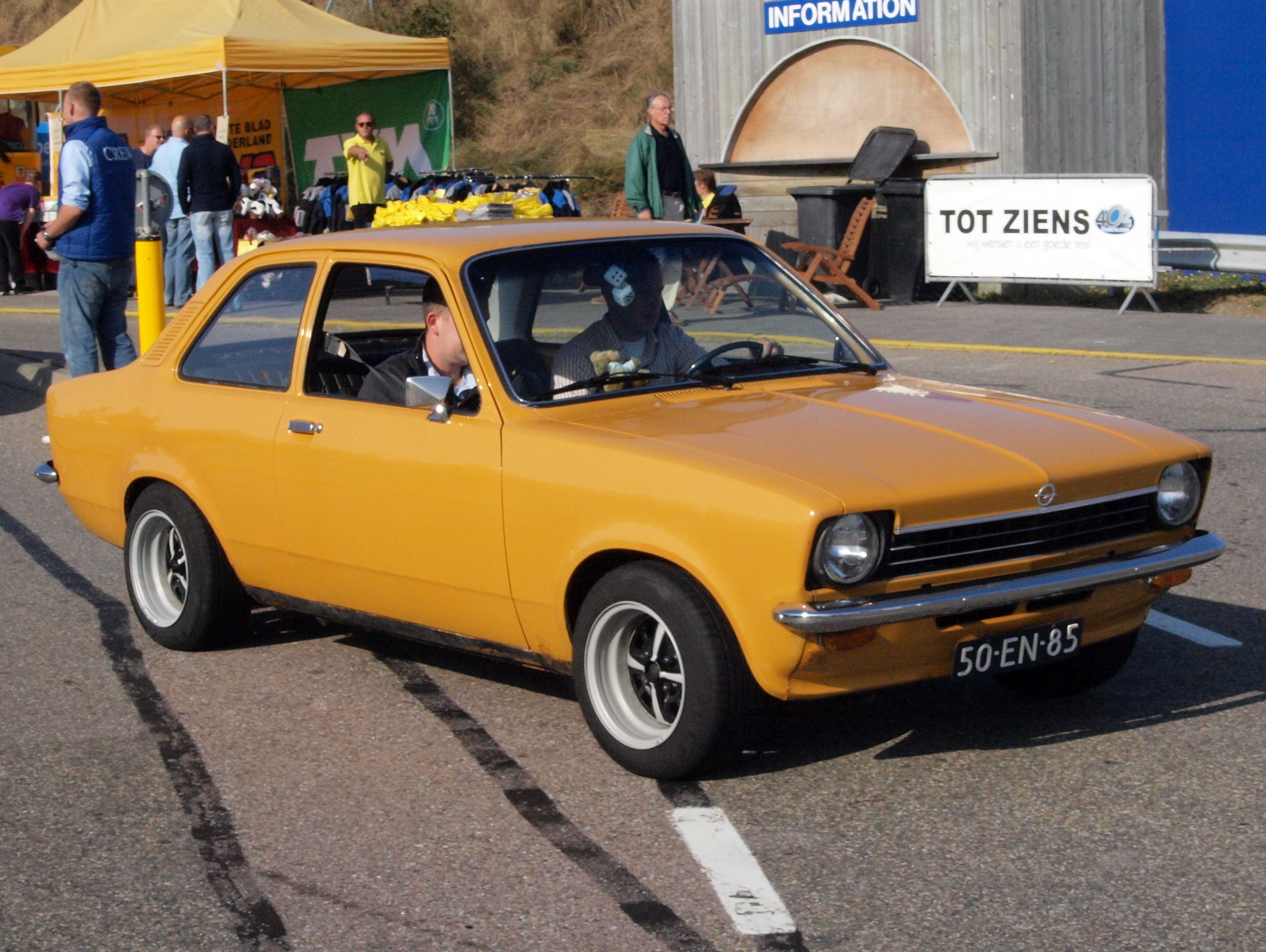
Opel Kadett C седан (1973-1977)
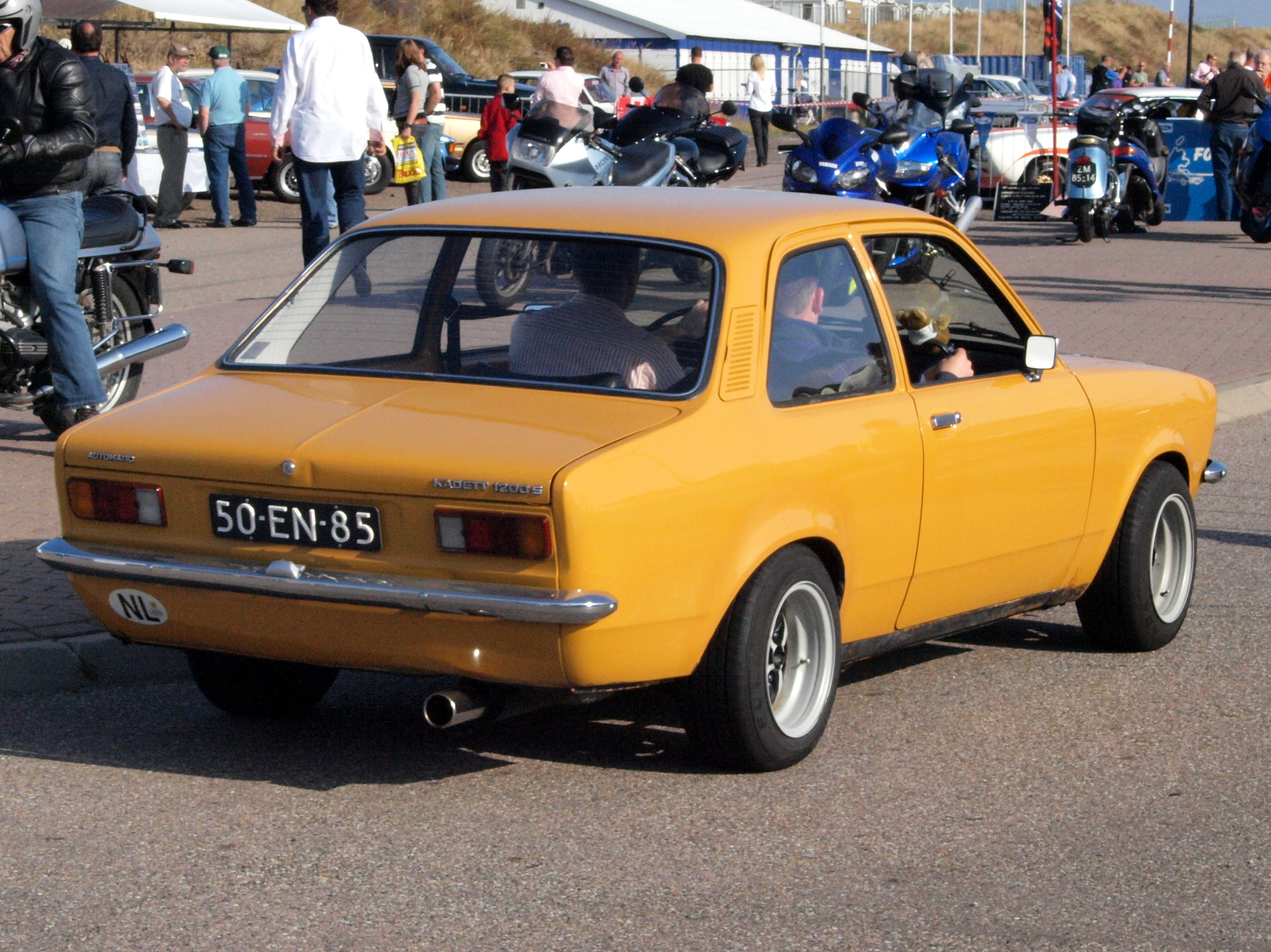
Opel Kadett C седан
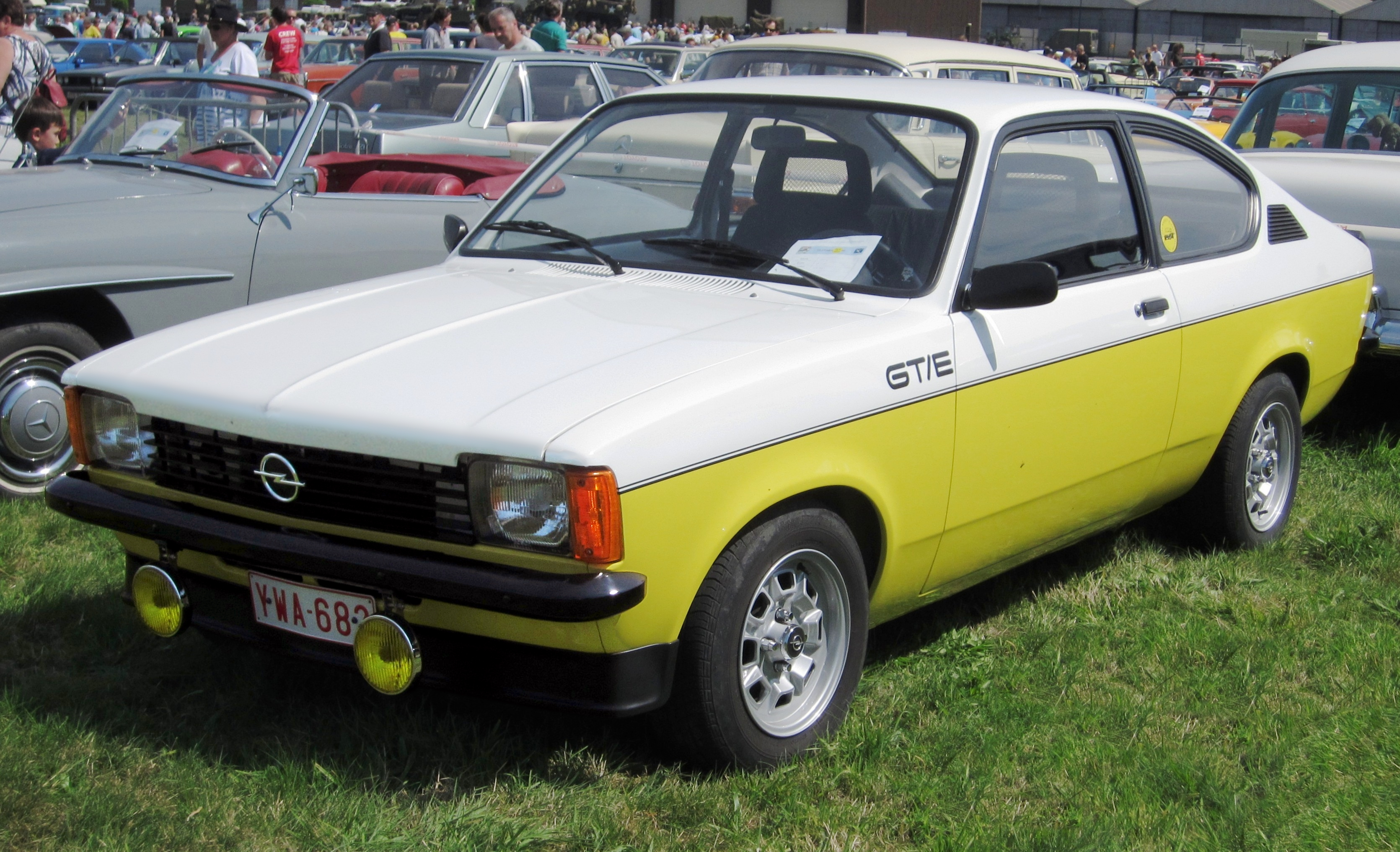
Opel Kadett GTE
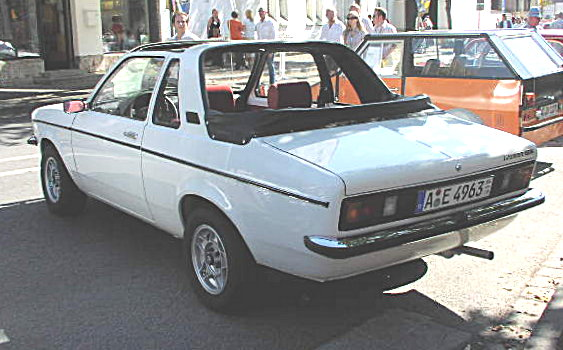
Opel Kadett C Aero
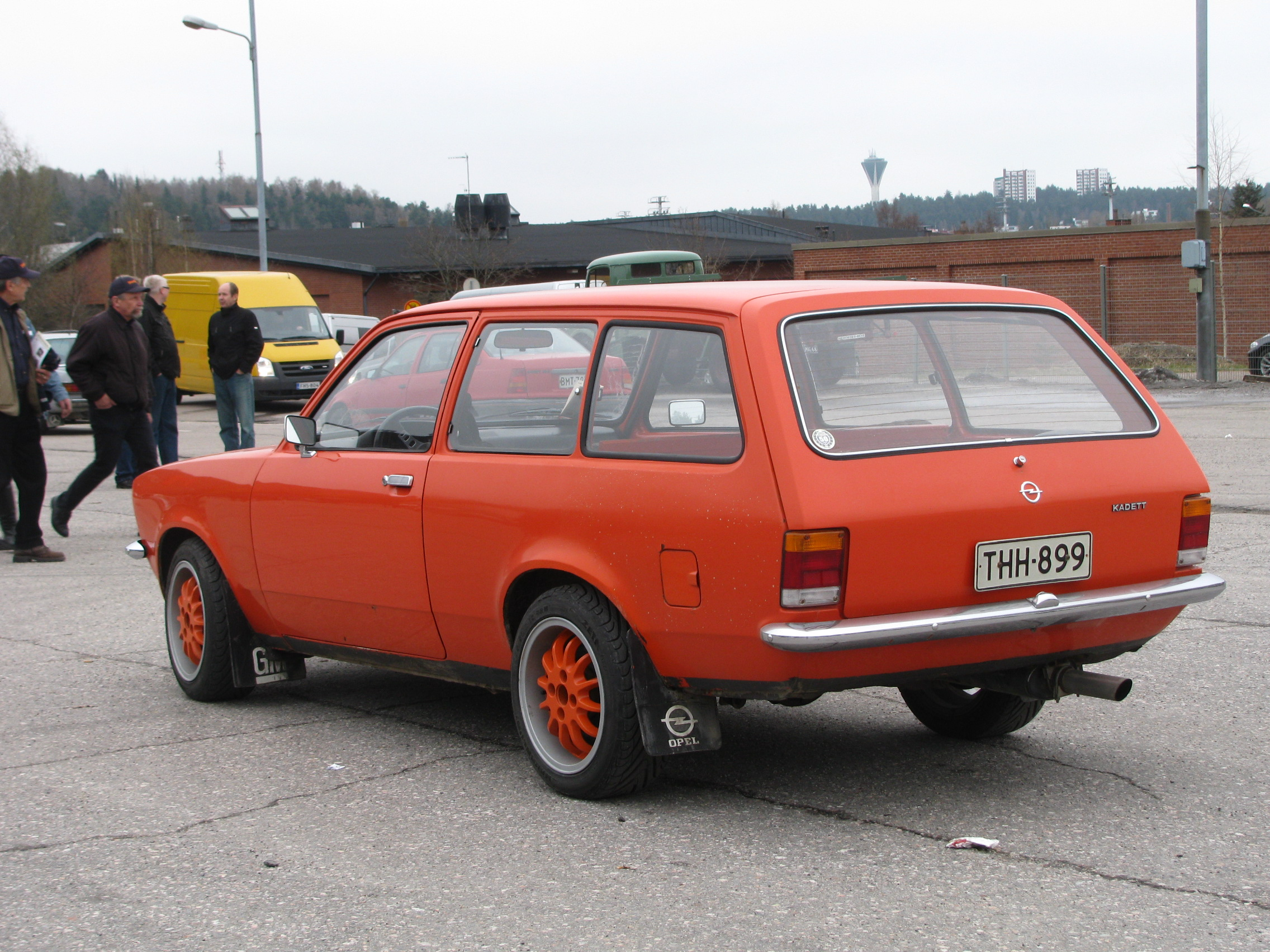
Opel Kadett C універсал

## Opel Kadett D (1979—1984)
У 1979 році з'явився перший передньопривідний Kadett з індексом D. Завдяки економічності і практичності автомобіль відвоював собі місце в сегменті С, тобто серед автомобілів Golf-класу. Більше того, цей автомобіль з незграбною зовнішністю і поперечним розташуванням двигуна допоміг компанії Opel пережити економічну кризу.
Конструкція Kadett D досить проста: передня підвіска типу McPherson, задня — на поздовжніх важелях з компактними конічними пружинами Miniblok. У сімейство входили моделі з двома та чотирма бічними дверима. Кузов міг бути типу або хетчбек, або універсал.
У гамму двигунів входили старий 1,2-літровий 55-сильний двигун 12N і потужніший 1,3-літровий 60-сильний 13N нового покоління.
У 1981 році модель модернізували. З'явився 1,6-літровий 75-сильний 16S, а під час розпалу «енергетичної кризи» — 54-сильний дизель 16D на його базі.
Загалом було вироблено 2,1 млн екземплярів Kadett D.

### Двигуни
- 1.0 L Opel OHV I4
- 1.2 L Opel OHV I4
- 1.3 L Family 1 I4
- 1.6 L Family II I4
- 1.8 L Family II I4
- 1.6 L Family II I4 (diesel)

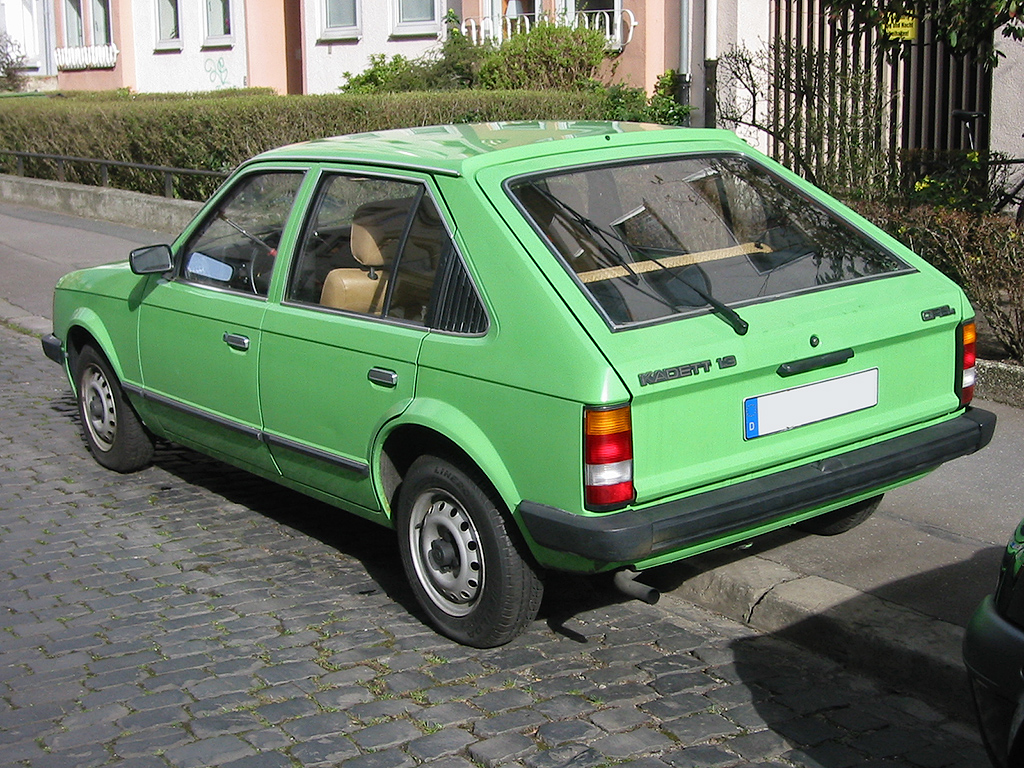
Opel Kadett D 5дв. хетчбек
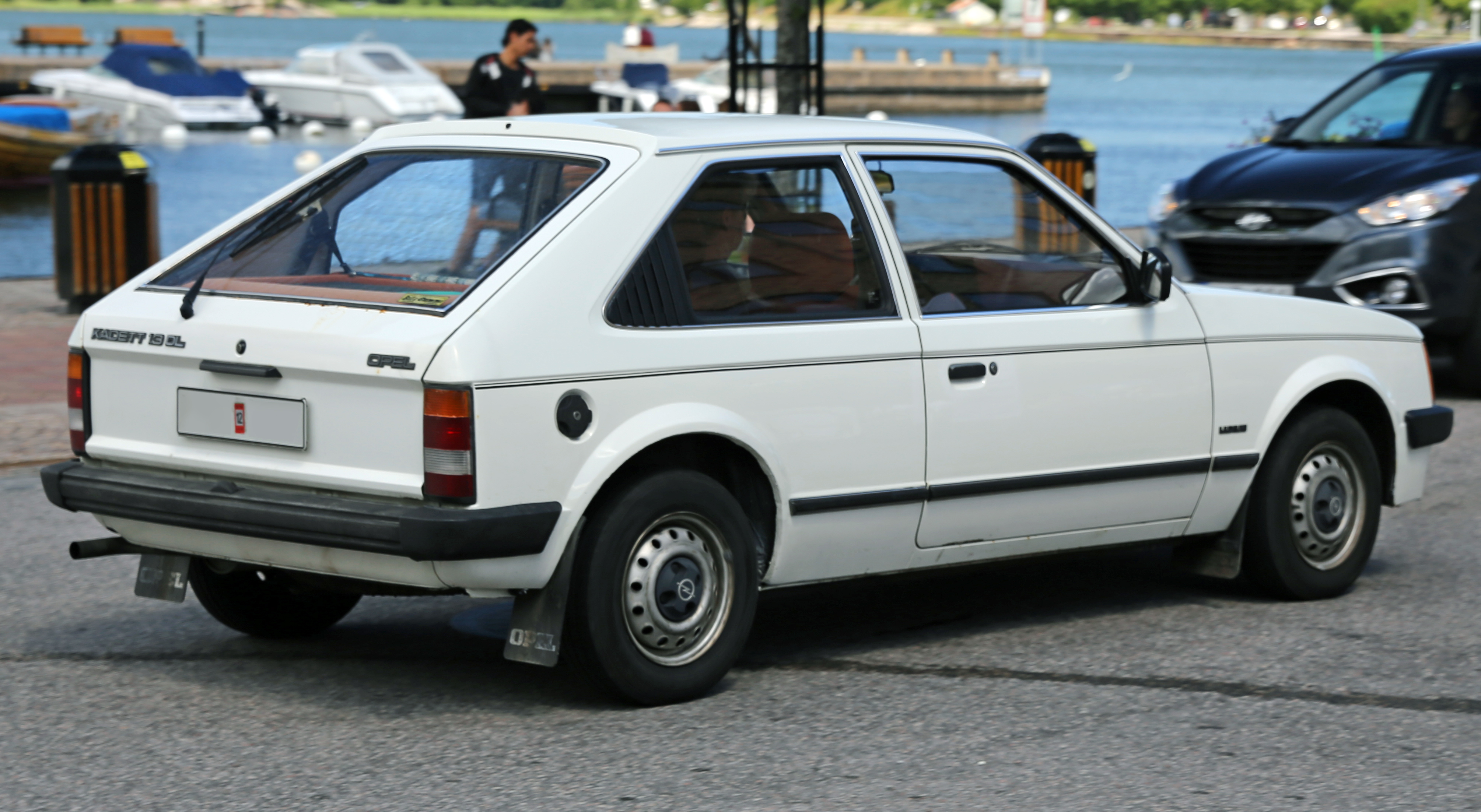
Opel Kadett D 3дв. хетчбек
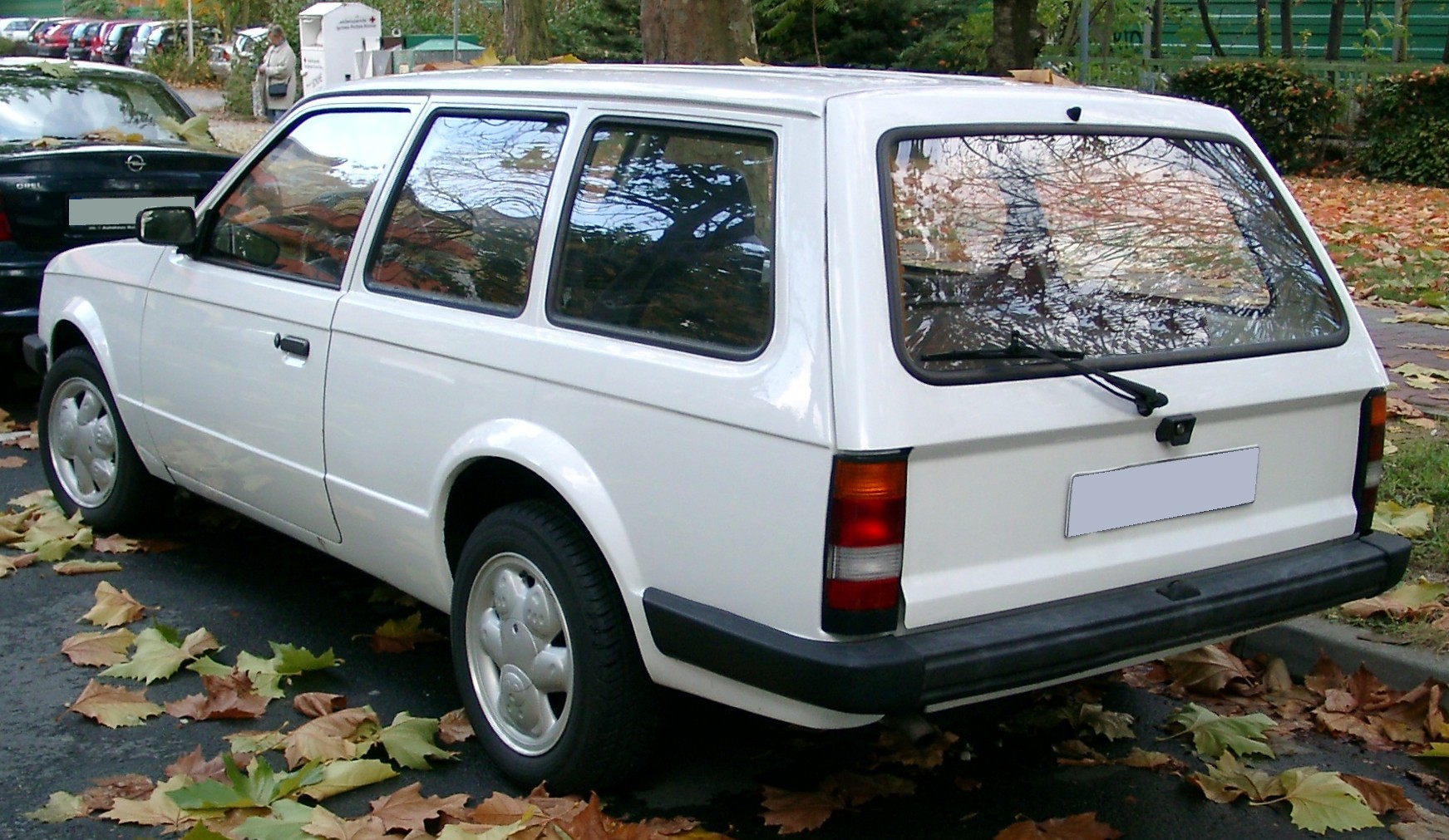
Opel Kadett D універсал

## Opel Kadett E (1984—1991)

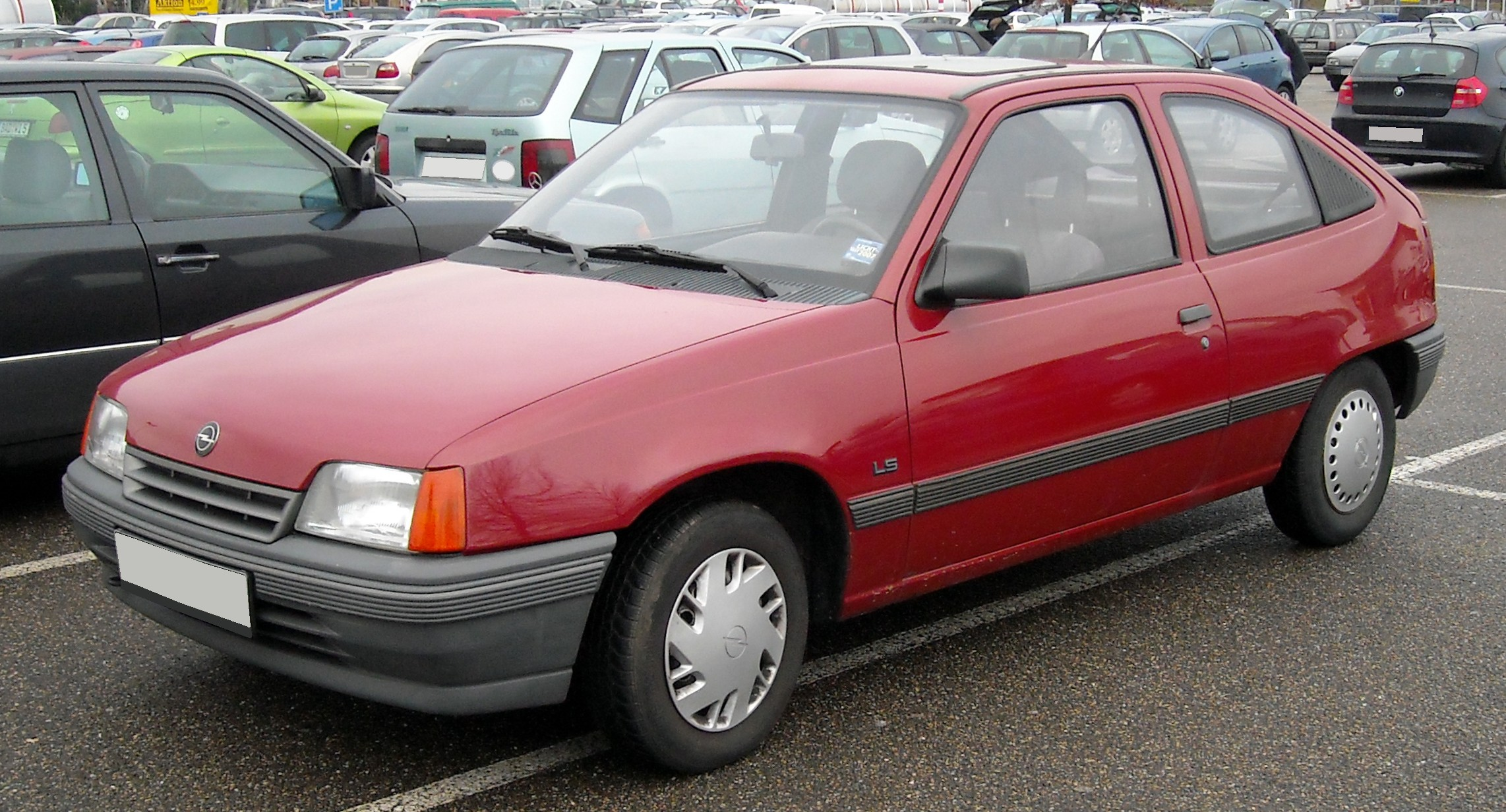
Opel Kadett E 3дв. хетчбек (1989—1991)

У 1984 році Opel представив нове покоління Kadett з індексом Е. Спочатку модель була представлена тільки кузовами трьох-і п'ятидверного хетчбека, а з 1985 року до них ще додалися п'ятидверні універсали (Caravan) і чотирьохдверні седани.
Гаму двигунів склали 1,2 -, 1,3-і 1,6-літрові двигуни від попередньої моделі, до яких додали 75-сильну модифікацію 1,3-літрового двигуна 13S.
У салоні з комфортом можуть розміститися чотири людини. Оглядовість з місця водія відмінна. Для дрібниць передбачені великі кишені на дверях і місткий бардачок. Панель приладів досить функціональна і інформативна, вимикачі забезпечені підсвічуванням, а перемикання передач просте і чітке. Вентиляція та опалення дозволяють регулювати потоки теплого повітря.
У вересні 1985 року з'явилася спортивна версія Kadett GSI з 1,8-літровим 115-сильним двигуном 18S, обладнаним системою впорскування палива і каталітичним нейтралізатором відпрацьованих газів.
У вересні 1986 року, на ринку з'явилися потужніші (82 і 115 к.с.) економічні 1,6 — і 2,0-літрові бензинові двигуни 16SH і 20Е з каталітичним нейтралізатором.
Восени 1987 року почався випуск спеціально підготовленої версії GSi 16V, оснащеної динамічним 150-сильним чотирициліндровим двигуном, з яким витрата палива в місті не перевищує 10 л/100 км, зате розгін до сотні відбувається всього за 8 с, а максимальна швидкість доходить до 217 км/год.
В кінці 1989 року на модель поставили нову решітку радіатора, змінили деталі панелі приладів, кермо, почали використовувати нову, «верхню» кулісу МКПП, на версії GSi 16V і CS в стандартній комплектації встановлювали ABS.
У цей же час з'явився сучасний 1,8-літровий 112-сильний силовий агрегат, обладнаний системою Ecotronic, a 1,4-літровий 60-сильний двигун 14NV замінив 1,3-літровий тієї ж потужності. Список дизелів поповнився 1,7-літровим 57-сильним 17D.
Всього виготовлено 3,8 млн екземплярів Kadett E.

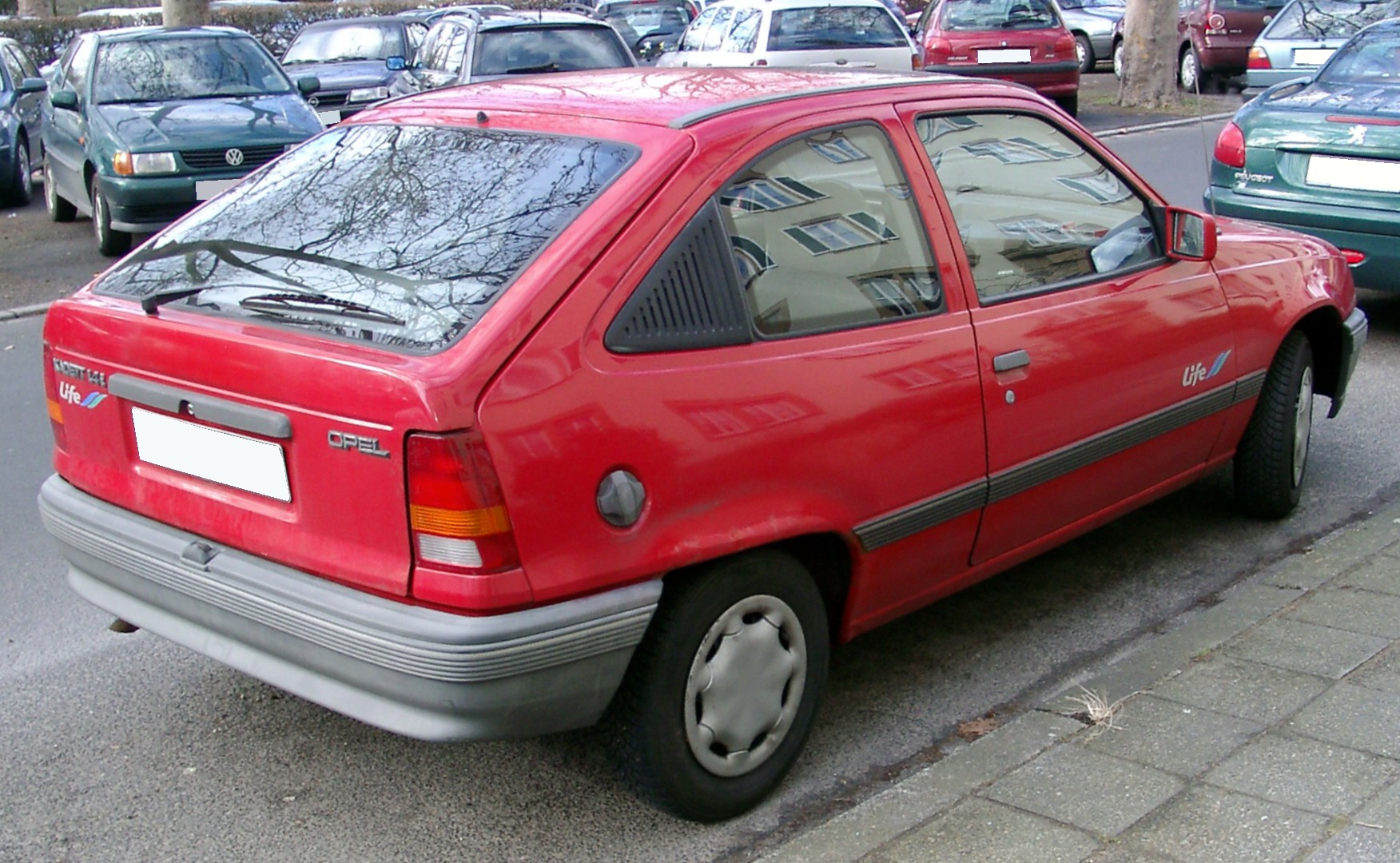
Opel Kadett E 3дв. хетчбек
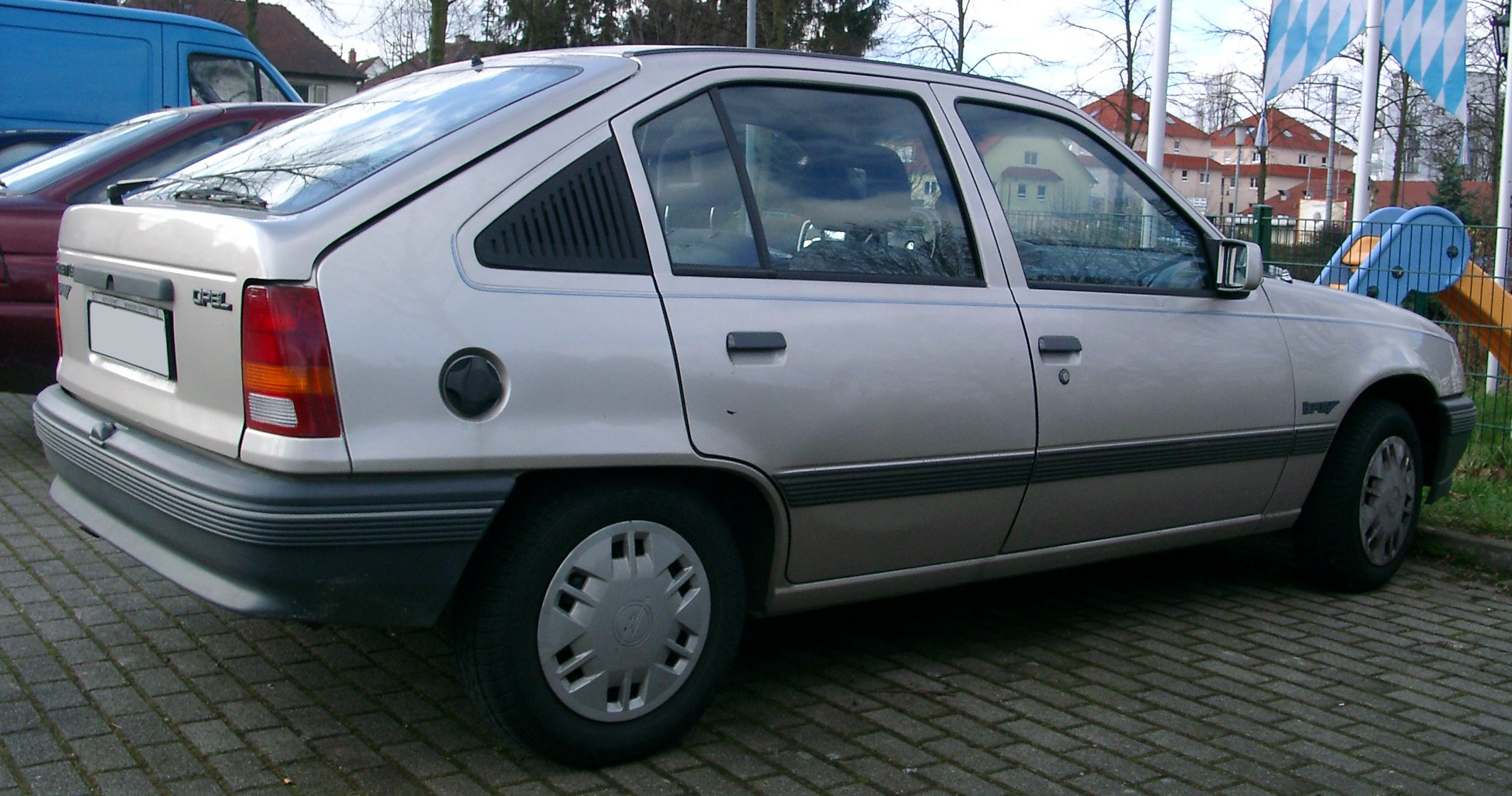
Opel Kadett E 5дв. хетчбек
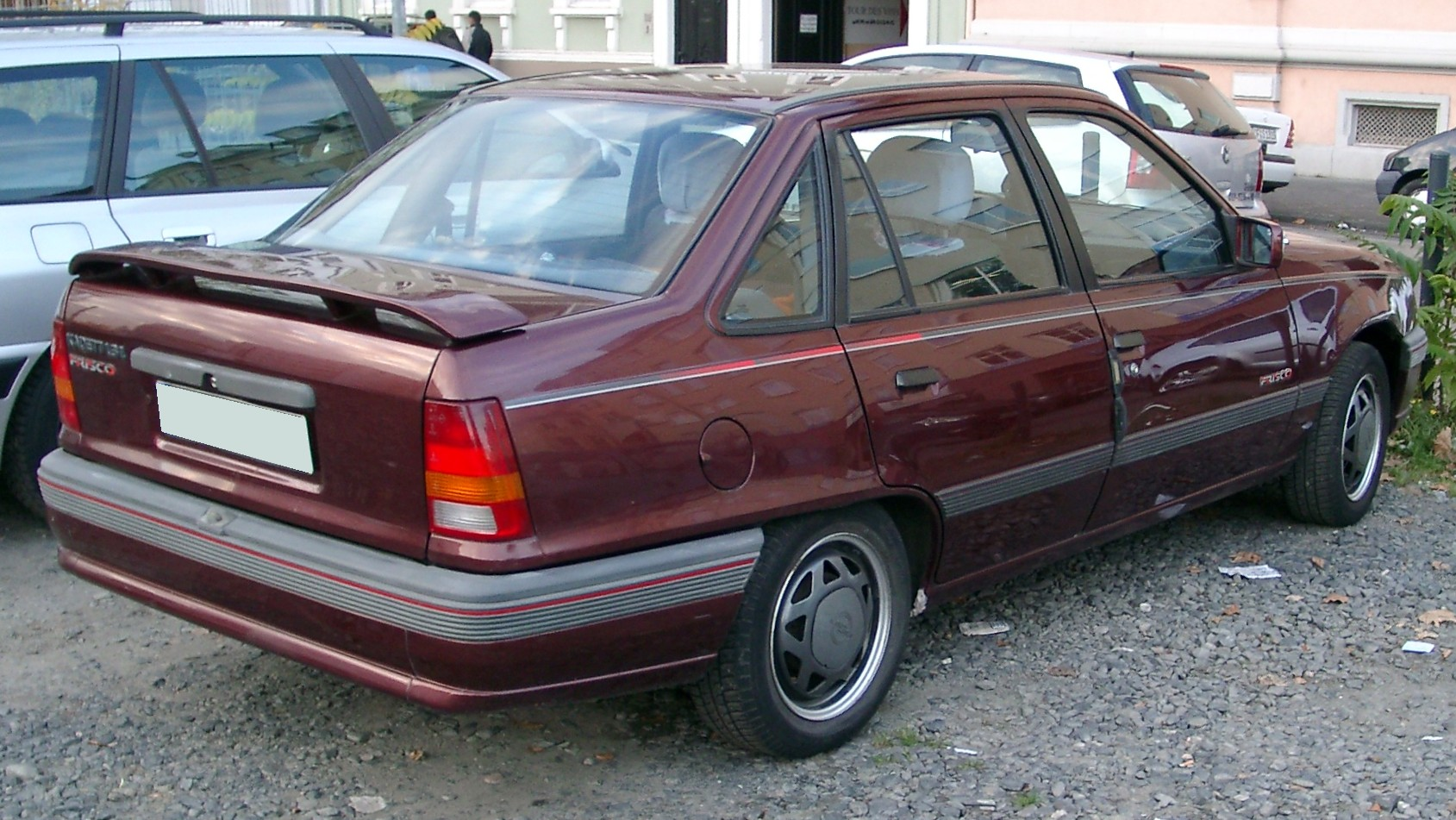
Opel Kadett E седан
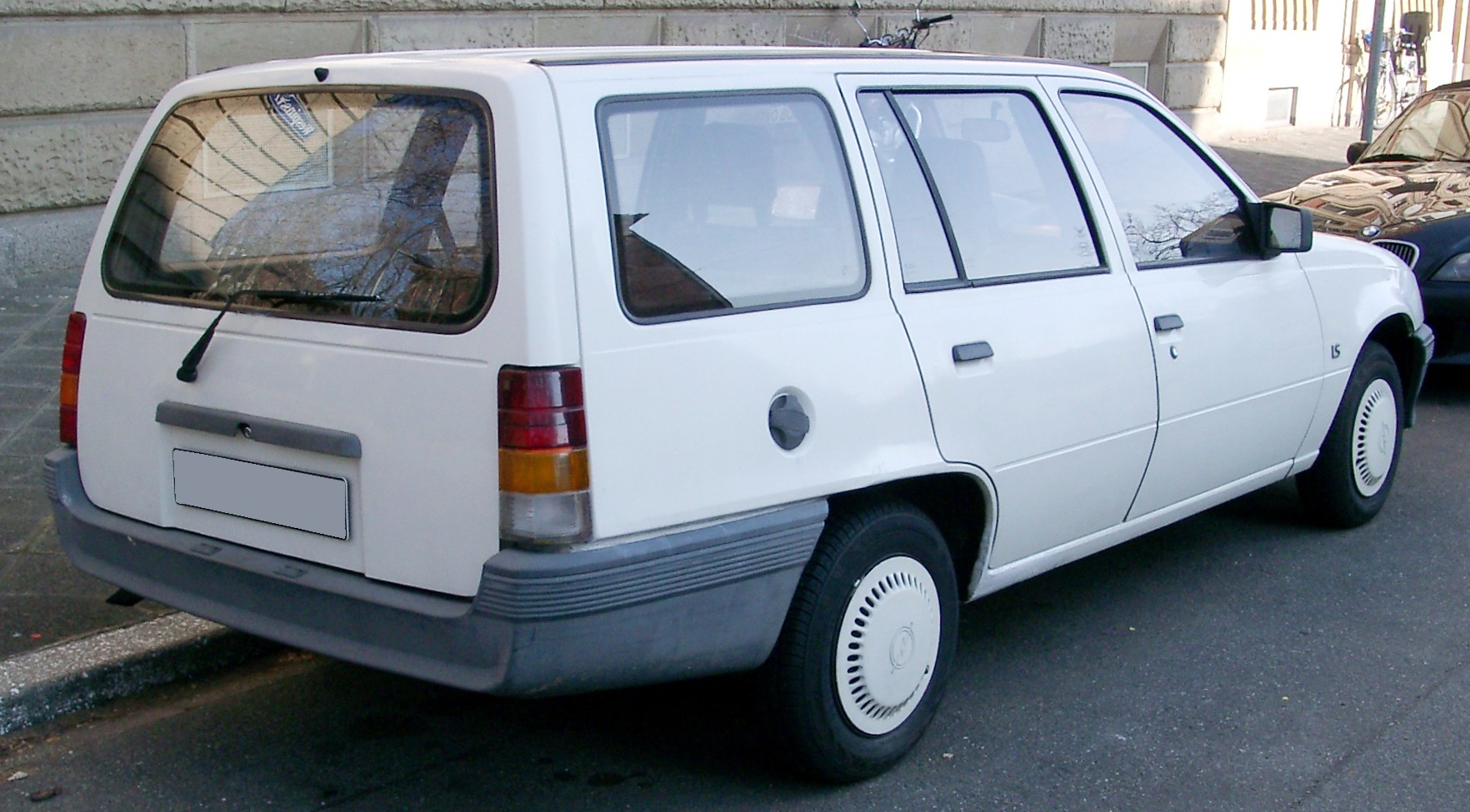
Opel Kadett E універсал
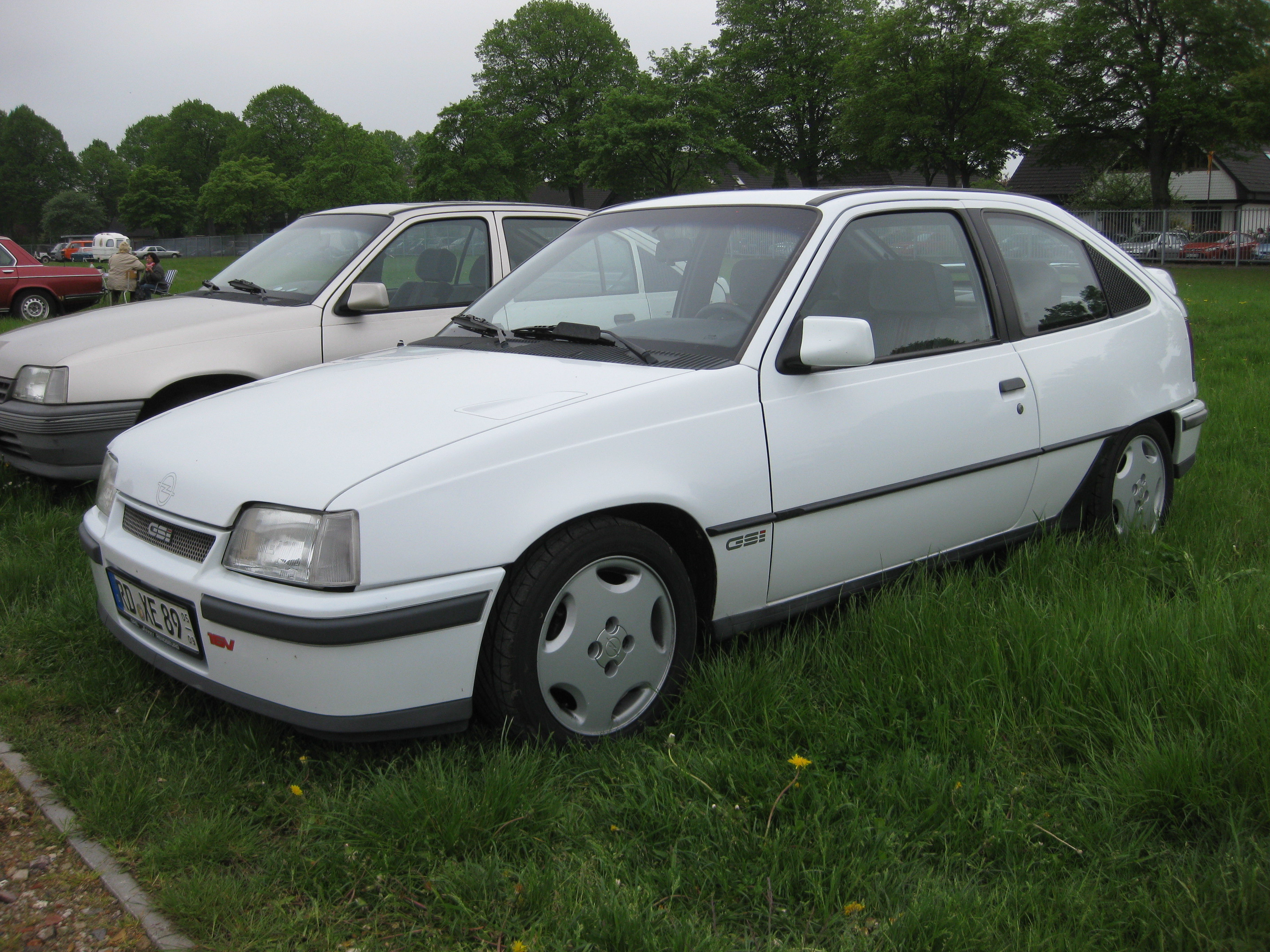
Opel Kadett E GSi
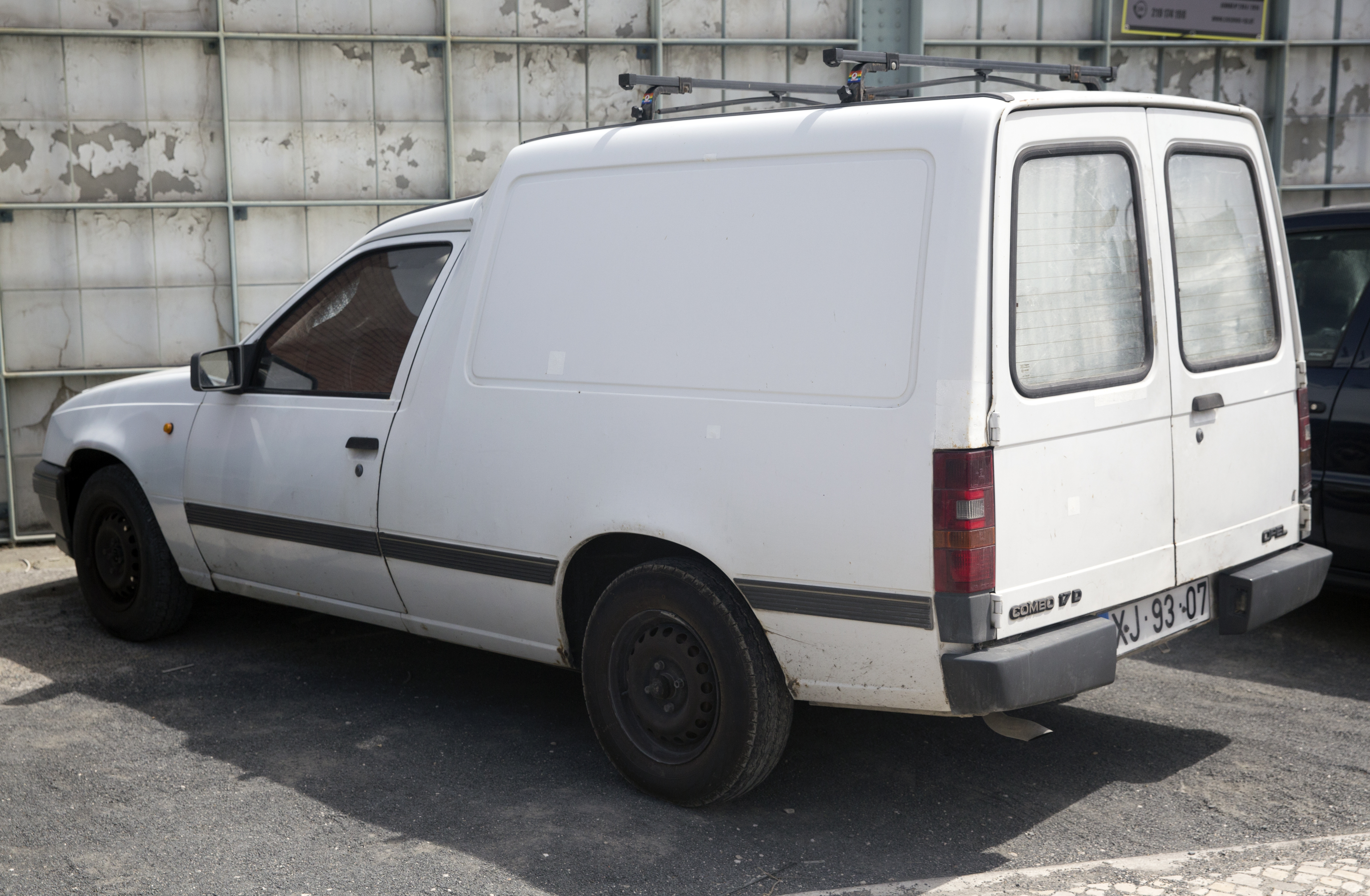
Opel Kadett Combo
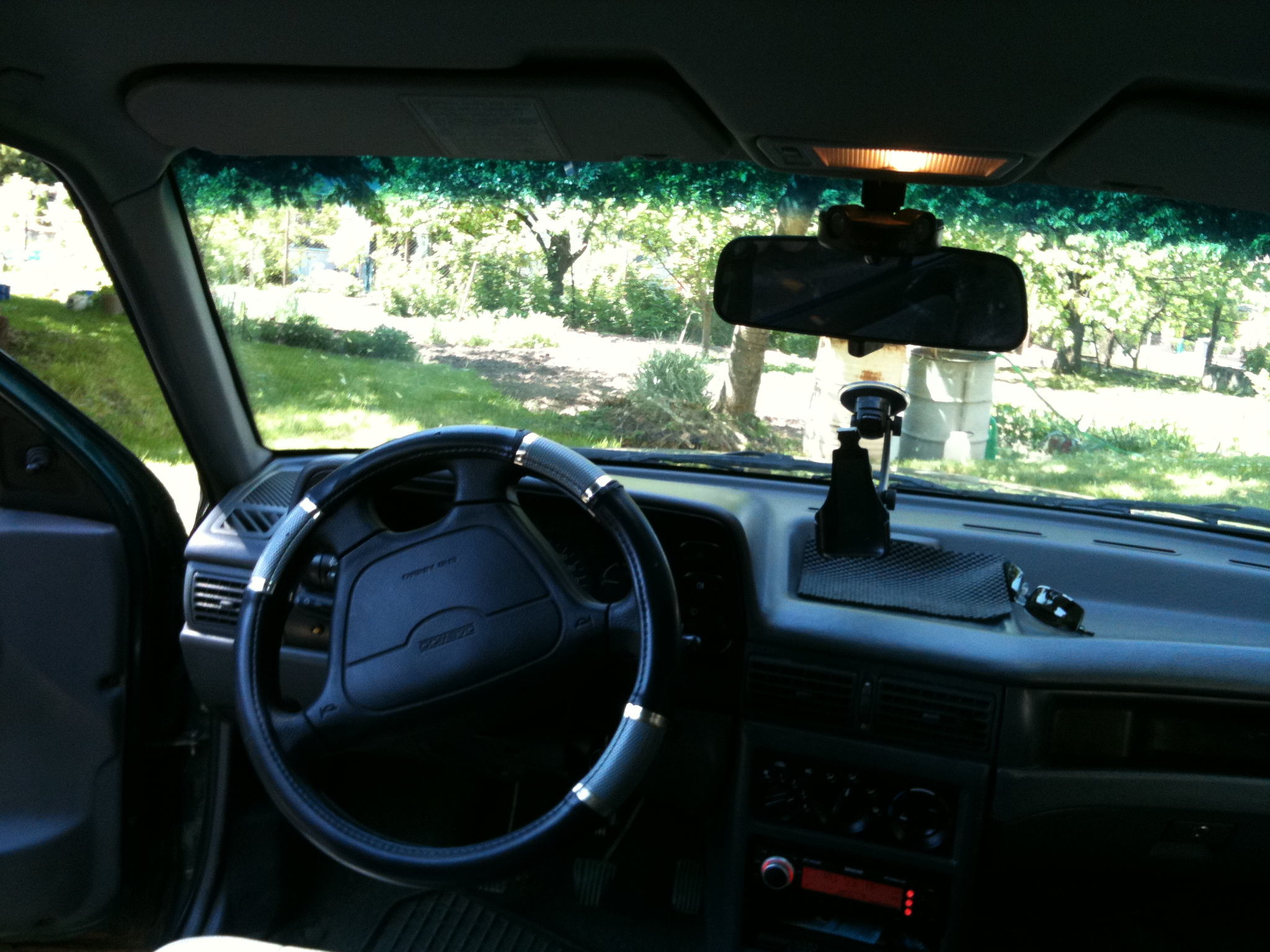

### Двигуни

#### Бензинові
| Модель       | Циліндри | Код двигуна | Об'єм см³ | Потужність        | Роки випуску    | Примітки                               |     |     |     |
| OHV          | OHV      | OHV         | OHV       | OHV               | OHV             | OHV                                    | OHV | OHV | OHV |
| ------------ | -------- | ----------- | --------- | ----------------- | --------------- | -------------------------------------- | --- | --- | --- |
| 1.2S         | 4        | 12SC        | 1196      | 40 kW (54 к.с.)   | 09.1984–08.1991 |                                        |     |     |     |
| OHC          |          |             |           |                   |                 |                                        |     |     |     |
| 1.2S         | 4        | 12ST        | 1196      | 40 kW (54 к.с.)   | 08.1984–08.1986 |                                        |     |     |     |
| 1.3          | 4        | 13N         | 1297      | 44 kW (60 к.с.)   | 08.1984–07.1991 |                                        |     |     |     |
| 1.3          | 4        | 13NB        | 1297      | 44 kW (60 к.с.)   | 08.1984–07.1991 | (з Euronorm)                           |     |     |     |
| 1.3i         | 4        | C13N        | 1297      | 44 kW (60 к.с.)   | 09.1985–07.1991 | (з каталізатором)                      |     |     |     |
| 1.3S         | 4        | 13S/13SC    | 1297      | 55 kW (75 к.с.)   | 08.1984–05.1993 |                                        |     |     |     |
| 1.4i         | 4        | C14NZ       | 1389      | 44 kW (60 к.с.)   | 01.1990–07.1991 | (з каталізатором)                      |     |     |     |
| 1.4S         | 4        | 14NV        | 1389      | 55 kW (75 к.с.)   | 01.1990–05.1993 | (з Euronorm)                           |     |     |     |
| 1.4S         | 4        | C14SE       | 1389      | 60 kW (82 к.с.)   | 09.1989–07.1991 |                                        |     |     |     |
| 1.6i         | 4        | C16LZ       | 1598      | 55 kW (75 к.с.)   | 09.1986–07.1991 | (з каталізатором)                      |     |     |     |
| 1.6i         | 4        | C16NZ       | 1598      | 55 kW (75 к.с.)   | 09.1986–07.1991 | (з каталізатором)                      |     |     |     |
| 1.6i         | 4        | E16NZ       | 1598      | 55 kW (75 к.с.)   | 09.1986–05.1993 | (з Euronorm)                           |     |     |     |
| 1.6S         | 4        | 16SV        | 1598      | 60 kW (82 к.с.)   | 09.1986–05.1993 |                                        |     |     |     |
| OHC          |          |             |           |                   |                 |                                        |     |     |     |
| 1.6S         | 4        | 16SH        | 1598      | 66 kW (90 к.с.)   | 08.1984–08.1986 |                                        |     |     |     |
| 1.8S         | 4        | E18NV/S18NV | 1796      | 62 kW (84 к.с.)   | 09.1987–07.1991 | (з Euronorm)                           |     |     |     |
| 1.8i         | 4        | C18NZ       | 1796      | 66 kW (90 к.с.)   | 06.1990–07.1991 | (з каталізатором)                      |     |     |     |
| 1.8i         | 4        | C18NE       | 1796      | 74 kW (100 к.с.)  | 06.1985–07.1991 | (з каталізатором)                      |     |     |     |
| 1.8i         | 4        | 18SE        | 1796      | 82 kW (112 к.с.)  | 09.1986–08.1991 | (без каталізатора, на експорт)         |     |     |     |
| 1.8i GSi     | 4        | 18E         | 1796      | 85 kW (116 к.с.)  | 08.1984–08.1986 | (GSi, без каталізатора)                |     |     |     |
| 2.0i         | 4        | 20NE        | 1998      | 85 kW (116 к.с.)  | 09.1986–05.1993 | (без каталізатора)                     |     |     |     |
| 2.0i GSi     | 4        | C20NE       | 1998      | 85 kW (116 к.с.)  | 09.1986–05.1993 | (з каталізатором)                      |     |     |     |
| 2.0i         | 4        | 20SEH       | 1998      | 95 kW (129 к.с.)  | 09.1986–07.1991 | (без каталізатора)                     |     |     |     |
| DOHC         |          |             |           |                   |                 |                                        |     |     |     |
| 2.0i GSi 16V | 4        | C20XE       | 1998      | 110 kW (150 к.с.) | 03.1988–05.1992 | (GSi 16V з каталізатором)              |     |     |     |
| 2.0i 16V     | 4        | 20XE        | 1998      | 115 kW (156 к.с.) | 12.1987–05.1992 | (GSi 16V без каталізатора, на експорт) |     |     |     |

#### Дизельні
| 1.5 TD | 4 | 15DTR (TC4EC1) | 1488 | 53 kW (72 к.с.) | 07.1988 — 07.1991 | Двигун, розроблений Isuzu (турбо з інтеркулером) |
| 1.6 D  | 4 | 16D            | 1598 | 40 kW (54 к.с.) | 08.1984 — 01.1989 |                                                  |
| 1.6 D  | 4 | 16DA           | 1598 | 40 kW (54 к.с.) | 01.1986 — 12.1989 |                                                  |
| 1.7 D  | 4 | 17D (4EE1)     | 1700 | 42 kW (57 к.с.) | 02.1989 — 07.1991 |                                                  |
| 1.7 TD | 4 | 17DT (TC4EE1)  | 1686 | 60 kW (82 к.с.) | 09.1986 — 07.1991 | Двигун, розроблений Isuzu (турбо з інтеркулером) |

### Додаткові опції
Спочатку Opel Kadett E був запропонований в наступних основних варіантах:
- LS (1984—1991)
- GL (1984—1990)
- GT (1984—1990)
- GLS (1984—1989)
- GSi (1984—1991)
- Cabrio (1987—1993)

Варіанти кабріо:
- Limited Edition (um 1988, leider gibt es keine Informationen zu diesem Modell)
- Edition — Mitte 1990 (Mit GSi-Optik, ab 1992 ohne GSi-Ausstattung)
- Edition Fun — 1993 (nur in zwei Blaufarbtönen erhältlich)
- Edition Elegance — 1993
- Special Edition — 1992 (GSi-Ausstattung mit Kreuzspeichenfelgen, тільки з C20NE)
- Edition Sportive — 1993

Поза межами Німеччини варіанти опцій відрізнялися:
- Arizona — 1986 (Швейцарія)
- Silver — 1987 (Франція, модель була доступна тільки сріблястого кольору)
- White — 1987 (Франція)
- Florida — 1988 (Швейцарія, копія німецької серіїSnow)
- Calypso — 1988 (Франція, Спеціальна модель блакитного кольору «monacoblau», обмежена серія, випущено всього близько 200 штук)
- Exclusive — 1990 (Франція)
- Dream — 1990 (Бельгія, аналог німецького Dream)
- Hot — 1990 (Швейцарія, на базі на GSi, аналог  Champion  без противотуманних фар, і тільки трьохдверний хечбек)
- Sprint — 1991 (Frankreich, ähnlich dem deutschen Frisco)
- Expression — 1991 (Niederlande)
- Rivera — 1992 (Франція, ähnlich dem deutschen Cabriolet Special Edition)
- Sporty — 1992 (Belgien, keine Details bekannt)
- Monte Carlo — 1993 (Франція, Cabrio, ähnlich deutschem Cabriolet Edition Elegance)
- Essence — ???? (Франція, unbekanntes Modell)
- Ultima — ???? (Франція, unbekanntes Modell)
- Club — ???? (deutsches Umland, gab es im Gegensatz zum deutschen Modell auch als Fließ- und Stufenheck)
- Frisco — ???? (Schweiz, ähnlich dem deutschen Club Special, vermutlich nur Caravan)

Sonderumbauten:
- Caravan mit Hub- und Senkeinrichtung, tiefergelegtem Fahrzeugboden und verglastem Aufbau durch Firma AMF-Bruns (Apen)
- Irmscher Junior Line
- Irmscher GS

Багатим був і список замовних додаткових опцій, як то: підігріви дзеркал, сидіннь, електричні склопідіймачі, повноцінний бортовий комп'ютер з датчиками усіх рідин та колодок, люк, омивачі фар, дискові гальма позаду, протитуманні фари, тощо.
Останній Kadett зійшов з конвеєра 20 липня 1991 року, а з 22 липня того ж року замість Kadett E випускається модель Astra.

## Зноски
1. 1 2 3 4 5 6  Каталог Opel Kadett [Архівовано 17 січня 2011 у Wayback Machine.] 08.12.2010